# 医療機器関連の業界団体の一覧
日本に存在する医療機器関連の業界団体の一覧（いりょうききかんれんのぎょうかいだんたいのいちらん）を示す。
医療機器製造業者の親睦などを目的とする団体、技術向上などを行う団体など、多岐にわたる。

## 業界団体一覧
- 医療・介護ベッド安全普及協議会
- 医療機器業公正取引協議会
- 全国ベビー&シルバー用品連合会
- 全国マスク工業会
- 電子情報技術産業協会（医用電子システム事業委員会）
- 日本医療機器協会
- 日本医用光学機器工業会
- 日本医療機器工業会
  - 日本鋼製医科器械同業組合
- 日本医療機器産業連合会
- 日本医療機器販売業協会
- 日本医療器材工業会
- 日本医療用縫合糸協会
- 日本衛生材料工業連合会
- 日本画像医療システム工業会
- 日本眼科医療機器協会
- 日本眼内レンズ協会
- 日本義肢協会
- 日本車いすシーティング協会
- 日本コンタクトレンズ協会
- 日本コンドーム工業会
- 日本在宅医療福祉協会
- 日本歯科器械工業協同組合
- 日本歯科企業協議会
- 日本歯科材料器械研究協議会
- 日本歯科材料工業協同組合
- 日本歯科商工協会
- 日本歯材同友会
- 日本鍼艾製作組合
- 日本分析機器工業会（医療機器委員会）
- 日本補聴器工業会
- 日本補聴器販売店協会
- 日本ホームヘルス機器協会
- 日本理学療法機器工業会
- 日本理学療法器材工業会
- 日本福祉用具・生活支援用具協会
- 日本ベビーベッド工業会
- 米国医療機器・IVD工業会
- 日本不整脈デバイス工業会（旧・ペースメーカ協議会）
- 保健医療福祉情報システム工業会